# Sporting Clube de Casainhos
O Sporting Clube de Casaínhos é um clube português com sede no lugar de Casaínhos, freguesia de Fanhões, concelho de Loures.

## História
O clube foi fundado em 5 de Julho de 1953 por um grupo de homens adeptos do Sporting Clube de Portugal e que viam no futebol um escape a dura vida de então. Com o objectivo de criar actividades desportivas, mais concretamente o futebol, atletismo e o ciclismo, na comunidade onde se encontra o clube vive com as dificuldades inerentes a um meio pequeno, embora se possa considerar a sua acção dinamica.

## Modalidades

### Modalidades praticadas
- Futebol Amador
- Atletismo
- Ciclismo